# Donggang (köping i Kina, Hebei)
Donggang (kinesiska: 东港镇, 东港) är en köping i Kina. Den ligger i provinsen Hebei, i den norra delen av landet, omkring 280 kilometer öster om huvudstaden Peking. Antalet invånare är 24 605. Befolkningen består av 11 975 kvinnor och 12 630 män. Barn under 15 år utgör 14,0 %, vuxna 15-64 år 78 %, och äldre över 65 år 7,0 %.
Genomsnittlig årsnederbörd är 870 millimeter. Den regnigaste månaden är augusti, med i genomsnitt 225 mm nederbörd, och den torraste är januari, med 4 mm nederbörd.